# John T. Dillon
 (mai 2022).
Si vous disposez d'ouvrages ou d'articles de référence ou si vous connaissez des sites web de qualité traitant du thème abordé ici, merci de compléter l'article en donnant les références utiles à sa vérifiabilité et en les liant à la section « Notes et références ».
Pour les articles homonymes, voir John Dillon (homonymie).
John T. Dillon, né le 19 juin 1876 à Deal (New Jersey) et mort le 29 décembre 1937 à Los Angeles (Californie), est un acteur américain.

## Biographie
John T. Dillon a travaillé pour David W. Griffith et pour la RKO Pictures. Il est le frère de Edward Dillon.
Il est mort d'une pneumonie le 29 décembre 1937 à Los Angeles.

## Filmographie partielle
- 1910 : Dans les États limitrophes (In the Border States) de David W. Griffith
- 1912 : Blind Love de David W. Griffith
- 1912 : Cœur d'apache (The Musketeers of Pig Alley) de David W. Griffith
- 1912 : Le Chapeau de New York (The New York Hat) de David W. Griffith
- 1913 : La Jeune Téléphoniste et la Femme du monde (The Telephone Girl and the Lady) de David W. Griffith
- 1913 : L'Amour d'une mère (The Mothering Heart) de David W. Griffith
- 1914 : Brute Force de David W. Griffith
- 1914 : The Gangsters of New York (it) de James Kirkwood et Christy Cabanne
- 1914 : Charlot concierge (The New Janitor) de Charlie Chaplin
- 1920 : Elle aime et ment (She Loves and Lies) de Chester Withey
- 1935 : Émeutes (Frisco Kid) de Lloyd Bacon
- 1936 : Empreintes digitales (Big Brown Eyes) de Raoul Walsh